# Niżniaja Sanarka
Niżniaja Sanarka (ros. Нижняя Санарка) – wieś (sieło) w Rosji, w obwodzie czelabińskim, w rejonie troickim. W 2010 liczyła 994 mieszkańców.